# Distrito de Mezőtúr
El distrito de Mezőtúr (húngaro: Mezőtúri járás) es un distrito húngaro perteneciente al condado de Jász-Nagykun-Szolnok.
En 2013 su población era de 27 798 habitantes. Su capital es Mezőtúr.

## Municipios
El distrito tiene 2 ciudades (en negrita) y 3 pueblos (población a 1 de enero de 2012):
- Kétpó (682)
- Mesterszállás (691)
- Mezőhék (317)
- Mezőtúr (17 337) – la capital
- Túrkeve (8741)